# Tapeinosperma
Tapeinosperma é um género botânico pertencente à família Myrsinaceae.